# Mizuho Financial Group
Mizuho Financial Group is een Japans financieel conglomeraat. De onderneming wordt ook wel afgekort tot MHFG of simpelweg Mizuho.

## Geschiedenis
In 1999 besloten drie Japanse banken, Dai-Ichi Kangyo Bank, Fuji Bank en de Industrial Bank of Japan, te fuseren. De geschiedenis van deze drie banken lopen terug tot de 19e eeuw. Deze banken hadden elk veel invloed in Japanse ondernemingen door het keiretsu systeem. In januari 2003 werd de fusie afgerond en Mizuho Financial Group opgericht. Op 1 juli 2013 fuseerden de bedrijfsonderdelen Mizuho Bank en Mizuho Corporate Bank. De twee gingen samen verder onder de naam Mizuho Bank.

## Activiteiten
De belangrijkste onderdelen van de Mizuho groep zijn:
- Mizuho Bank
- Mizuho Trust & Banking en
- Mizuho Securities.

## Beursnotering
De bank heeft een beursnotering aan de effectenbeurs van Tokyo en maakte deel uit van de Nikkei 225 aandelenindex. Daarnaast heeft het een beursnotering gekregen aan de New York Stock Exchange in 2006. Het bedrijf heeft een gebroken boekjaar dat op 31 maart stopt.
In 2006 was Mizuho de tweede financieel dienstverlener van Japan naar marktkapitalisatie en de negende bank op wereldschaal.

## Concurrenten
De belangrijkste rivalen op de Japanse thuismarkt zijn de grootste bank Mitsubishi UFJ Financial Group en nummer drie Sumitomo Mitsui Financial Group.